# Chicago Stock Exchange Arch
La Chicago Stock Exchange Arch (en français « Arche de la Bourse de Chicago ») est une pièce d'architecture historique située à Chicago, dans l'État de l'Illinois, aux États-Unis. Son emplacement se trouve juste au nord-est de l'Art Institute of Chicago (à l'angle de Monroe Street et Colombus Drive), au sein de Grant Park dans le secteur financier du Loop. Il s'agit de l'un des rares fragments à grande échelle de l'ancien édifice de la Bourse de Chicago conçu en 1893.
En 1894, le Chicago Stock Exchange a déplacé sa salle des marchés vers le bâtiment appelé aujourd'hui la « vieille Bourse de Chicago », conçu par les architectes  Dankmar Adler et Louis Sullivan, à l'intersection de LaSalle Street et Washington Street. Ce bâtiment a été démoli en 1972, mais sa salle des marchés et son arche d'entrée sont conservées à l'Art Institute.

## Historique
Le bâtiment de la Bourse de Chicago (Chicago Stock Exchange Building) a été construit en 1893 et était à l'époque considéré comme l'un des plus beaux bâtiments commerciaux au monde. Cette structure de 13 étages était décorée de plaques de verre et d’accents d’acier qui mettaient en valeur l'utilisation unique par l'architecte Louis Sullivan de figures géométriques complexes. Le point culminant de l'extérieur du bâtiment consistait en une voûte massive en terre cuite recouverte de décorations ornées.
Malgré l'opposition générale, le bâtiment fut démoli en 1972.

## Description
L'arche a été sculptée en terre cuite par les architectes Dankmar Adler (1844-1900) et Louis Sullivan (1856-1924) en 1893 pour le bâtiment de la Bourse de Chicago. Avant la démolition du bâtiment, l'arche de l'entrée et la salle des marchés ont été sauvegardés pour être préservés par l'Art Institute of Chicago (« Institut d'art de Chicago »). D'autres luminaires et pièces architecturalement importants de la Bourse de Chicago ont été préservés, notamment un escalier sauvé par le Met Fifth Avenue et un balustre sauvé par le Kirkland Museum of Fine & Decorative Art.
Dans les années 1960 et 1970, de nombreux beaux bâtiments du XIXe siècle à Chicago ont été démolis pour faire place à de nouveaux développements. Dans le but d'inspirer les efforts de préservation, le photographe Richard Nickel (1928-1972) a commencé à documenter les vieux bâtiments alors qu'ils tombaient en ruine ou étaient sur le point d'être démolis. Pour préserver les bâtiments condamnés, il a pris des photographies et récupéré des pièces ornementales.
En 1974, un don de 520 000 dollars US par la Fondation Walter E. Heller, dont la société a acheté la Bourse et l'a remplacé par le Heller International Building, a permis la préservation et la réinstallation de l'arche et de l'ancienne salle des marchés. En 1977, l'arche a été installée à l'extérieur de l'entrée est de l'Art Institute of Chicago à l'angle de Monroe Street et Colombus Drive au cœur de Grant Park (à l'angle sud-est du Millennium Park).
L'arche est actuellement située à l'extérieur de l'aile moderne de l'Art Institute. Au cours des trois années et demie de construction de l'aile moderne, l'arche a dû être enveloppée d'un treillis en tissu et d'échafaudages pour la protéger d'éventuels dommages liés à la construction.
L'arche était à l'origine installée à l'entrée du Chicago Stock Exchange Building, un bâtiment de treize étages abritant la bourse de la ville. Alors que des portes étaient présentes à l'origine dans l'arche, elles ont été retirées lors de leur déménagement à l'Art Institute of Chicago.